# Faten Aissa
Faten Aissa, née le 7 octobre 1988, est une karatéka tunisienne.
Médaillée d'argent des moins de 68 kg aux championnats d'Afrique 2010 au Cap, elle obtient ensuite la médaille d'or en kumite moins de 68 kg aux Jeux africains de 2011 à Maputo et aux championnats d'Afrique 2012 à Rabat puis une médaille de bronze en kumite plus de 68 kg aux Jeux africains de 2015 à Brazzaville.
Elle est médaillée d'or en moins de 68 kg et par équipe aux championnats d'Afrique 2017 à Yaoundé.
Elle est médaillée d'argent par équipe aux championnats d'Afrique 2019 à Gaborone.